# Microcarpaea minima
Microcarpaea minima là một loài thực vật có hoa trong họ Mã đề. Loài này được (K.D. Koenig ex Retz.) Merr. mô tả khoa học đầu tiên năm 1912.